# Баїро
Баїро (італ. Bairo, п'єм. Ber) — муніципалітет в Італії, у регіоні П'ємонт,  метрополійне місто Турин.
Баїро розташоване на відстані близько 550 км на північний захід від Рима, 36 км на північ від Турина.
Населення — 797 осіб (2014).
Щорічний фестиваль відбувається першої неділі травня. Покровитель — святий Юрій.

## Демографія
Населення за роками:

Станом на 1 січня 2023 року в муніципалітеті офіційно проживали 33 іноземці з 9 країн, серед них 21 громадянин країн Євросоюзу.

## Сусідні муніципалітети
- Альє
- Кастелламонте
- Оценья
- Торре-Канавезе